# スターセイラー
『スターセイラー』(Starsailor)は、アメリカのシンガーソングライター、ティム・バックリィが1970年に発表した6作目のアルバム。

## 解説
『Happy Sad』(1969年）から始まったジャズとフォークの融合、そして前作『ロルカ』のフリー・フォーム・ジャズや現代音楽への挑戦が結実した、バックレイの実験的作風の極致といえる作品である。
前々作『ブルー・アフタヌーン』（1969年）と同様、マネージャーで本作のエグゼクティブ・プロデューサーを務めるハーブ・コーエンがフランク・ザッパと共同で設立したストレイト・レコードから発表された。ザ・マザーズ・オブ・インヴェンションのバンク・ガードナー〈木管楽器）とバズ・ガードナー（金管楽器）が参加した。
「ソング・トゥ・ザ・サイレン」は、ディス・モータル・コイル（1983年）、ロバート・プラント（2002年）、シネイド・オコナー（2010年）、ブライアン・フェリー（2010年）などに取り上げられた。

## 収録曲
特記無き楽曲の作詞、そして全ての作曲はティム・バックリィによる。
サイド1
1. カム・ヒア・ウーマン - "Come Here Woman"　4:09
2. アイ・ウォーク・アップ - "I Woke Up" (Larry Beckett、Tim Buckley)　4:02
3. モンタレー - "Monterey" (Beckett)　4:30
4. ムーラン・ルージュ - "Moulin Rouge" (Beckett)　1:57
5. ソング・トゥ・ザ・サイレン - "Song To The Siren" (Beckett、Buckley)　3:20

サイド2
1. ジャングル・ファイア - "Jungle Fire"　4:42
2. スターセイラー - "Starsailor" (John Balkin、Beckett、Buckley)　4:36
3. ヒーリング・フェスティバル - "Healing Festival"　3:16
4. ダウン・バイ・ザ・ボーダーライン - "Down By The Borderline"　5:22

## パーソネル
- ティム・バックリィ - ギター、12弦ギター、ボーカル
- マウリー・ベイカー - パーカッション
- ジョン・バルキン - ダブルベース、エレクトリックベース
- バンク・ガードナー - アルト・フルート、テナー・サクソフォーン
- バズ・ガードナー - トランペット、フリューゲルホルン
- リー・アンダーウッド - ギター、ピアノ、パイプオルガン

技術
- ティム・バックリィ - プロデューサー
- スタン・アゴル - エンジニア
- ハーブ・コーエン - エグゼクティブ・プロデューサー
- エド・スラッシャー - アート・ディレクション、撮影